# Villa Fiorentina
La Villa Fiorentina, già nota come Villa Pregnì degli Asquasciati, è una storica residenza eclettica di Sanremo in Italia.

## Storia
La villa venne eretta nel 1884 su progetto dell'architetto Pio Soli su commissione della famiglia Asquasciati. Il progetto è una rielaborazione di un precedente studio degli architetti francesi Charles Garnier ed Eugène Viollet-le-Duc cui il Soli integrò elementi di matrice neogotica e altri tratti dall'architettura rinascimentale fiorentina.

## Descrizione
L'edificio presenta un rivestimento in pietra, sottotetto in legno e decorazioni in ferro battuto. La lavorazione della pietra a bugnato rustico, di colore grigio per rievocare la pietra serena, e la ricorrenza del giglio, simbolo di Firenze, nelle decorazioni sono alcuni degli elementi di stampo neorinascimentale fiorentino che caratterizzano la villa.

## Galleria d'immagini

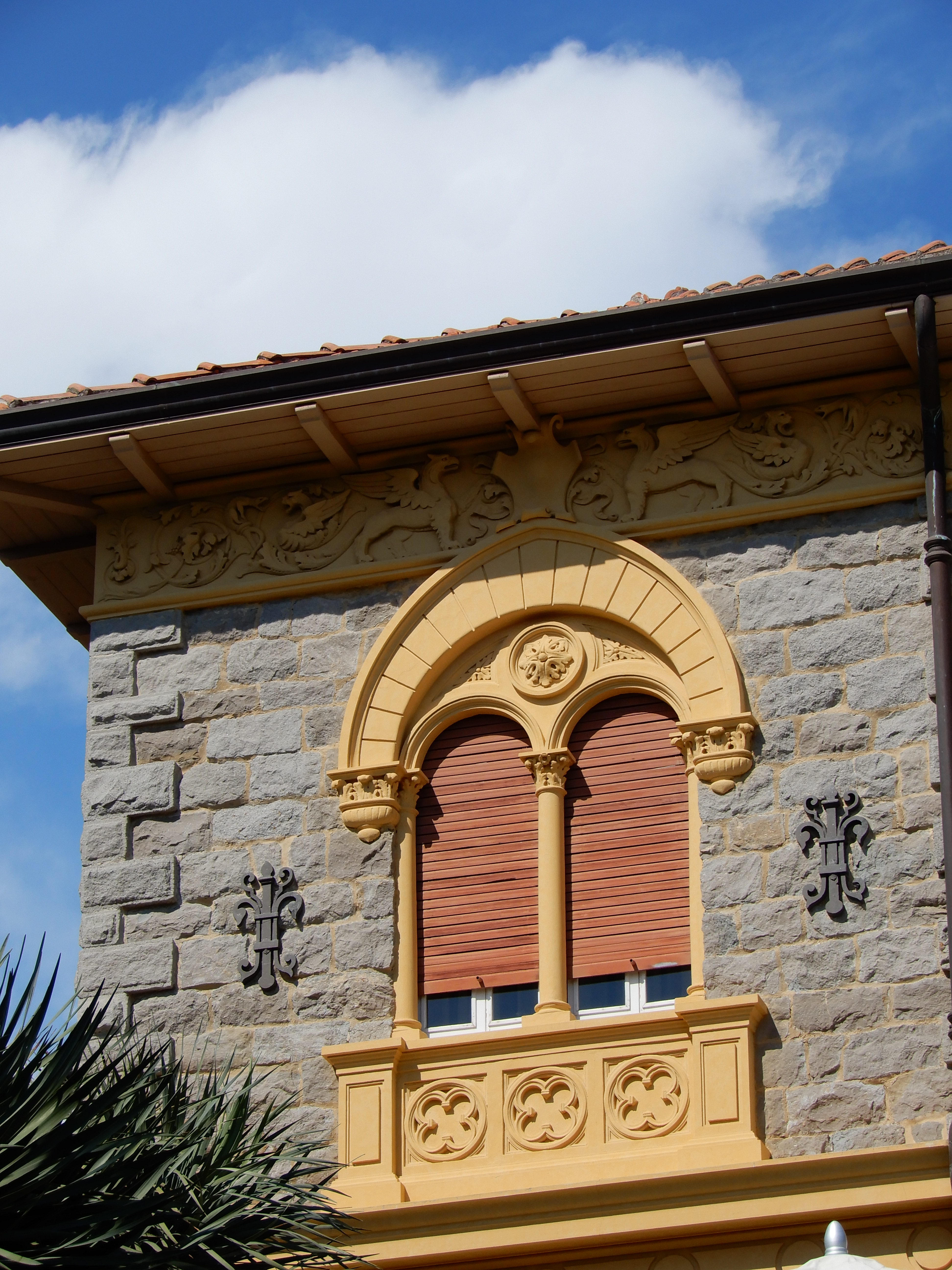
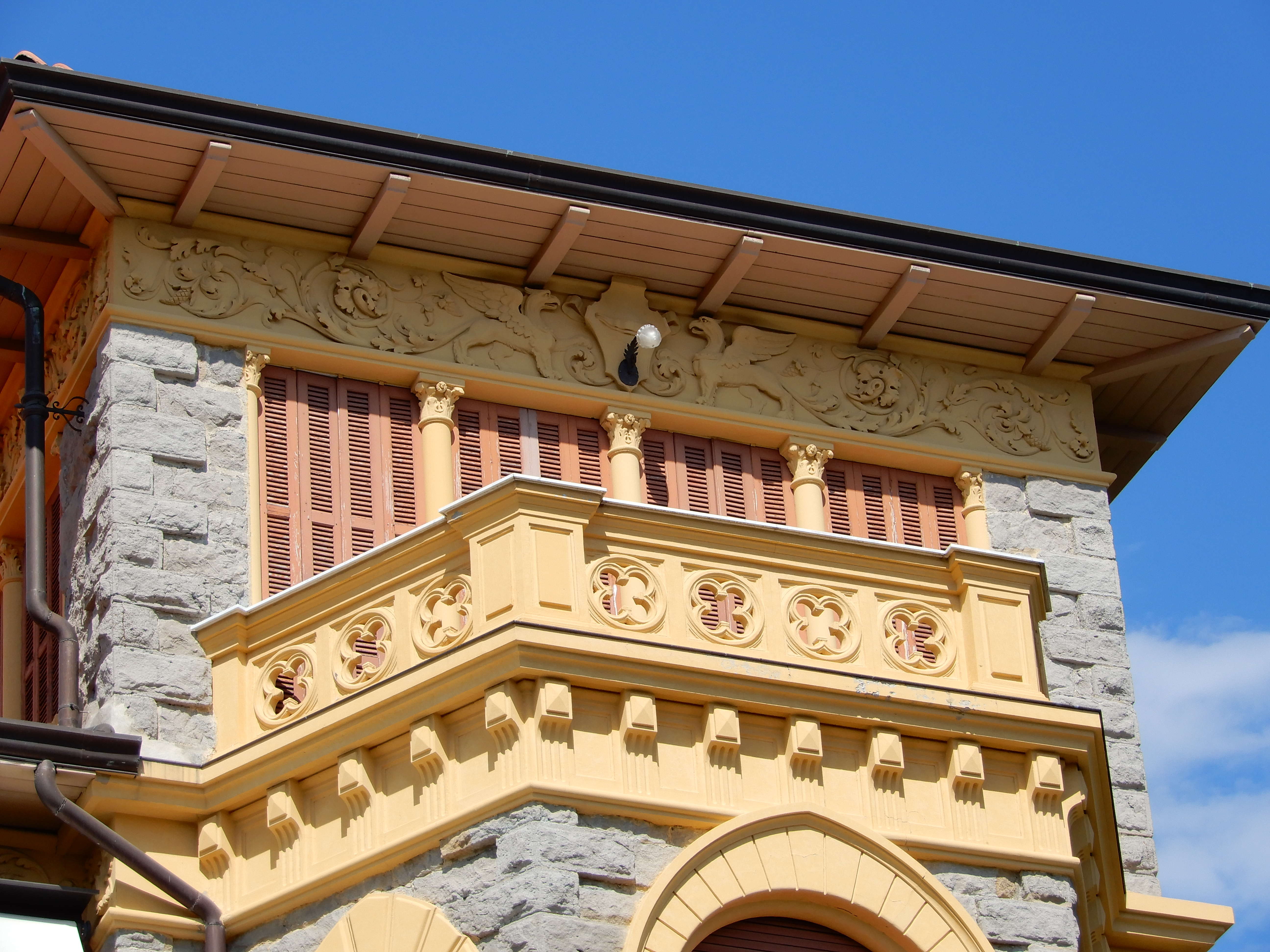
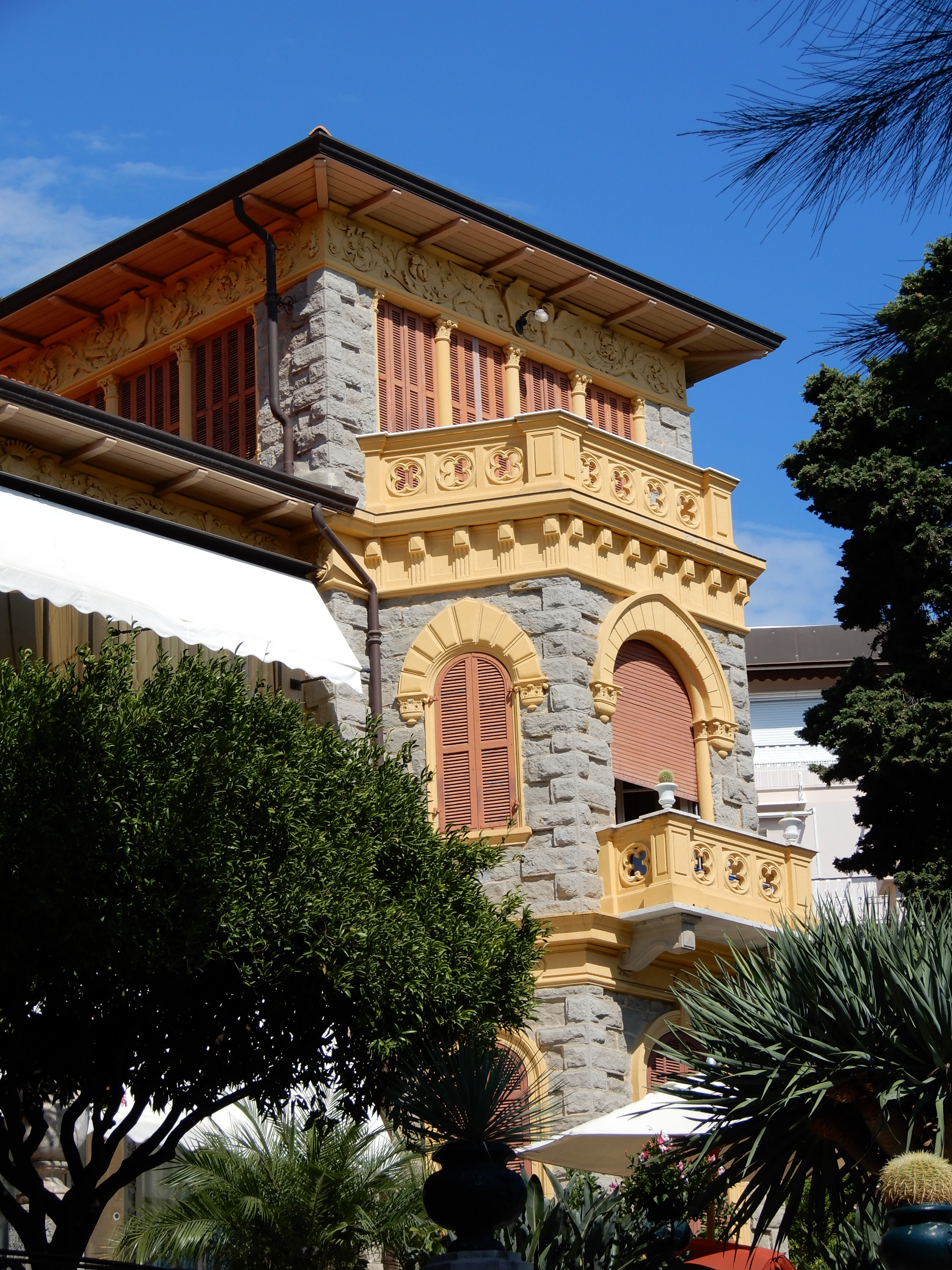